# Cablac-Berge
Die Cablac-Berge (englisch Cablac Mountain Range) sind eine Bergkette der Insel Timor. Solche steilen Kalksteinberge werden auf Timor Fatu genannt.
Der eigentliche Cablac ist der östlichste Gipfel der Berge. Im einheimischen Sprachgebrauch wird der Name aber auch als Kurzform für den gesamten Gebirgszug verwendet, der ansonsten Cabalaki genannt wird. In verschiedenen Quellen werden die Namen synonym verwendet und nicht zwischen Gipfel und Gebirgszug unterschieden, was zu Unterschieden in den Angaben zur genauen Lage und Höhe führt. Dazu kommen eine Reihe verschiedener Schreibweisen: Cablaque, Foho Cabalaki, Kabalaki, Kablaki, Kabulaki, Foho Kabulaki. Auf alten Landkarten findet sich der Name Ablai für den Bergzug. Es ist die lokale Bezeichnung auf Mambai und bedeutet „Blitz“. 

## Geographie
| Name              | Höhe   | Lage                  |
| ----------------- | ------ | --------------------- |
| Cablac (Cabalaki) | 2085 m | 08° 57′ S, 125° 38′ O |
| Berelaca          | 2491 m | 08° 57′ S, 125° 36′ O |
| Hatocabir         | 2344 m | 08° 58′ S, 125° 35′ O |
| Halocmelalu       | 2115 m | 08° 58′ S, 125° 34′ O |
| Surolan           | 1228 m | 09° 00′ S, 125° 32′ O |
| Hillire           | 1437 m | 08° 59′ S, 125° 36′ O |
| Foho Mude         | 1297 m | 08° 59′ S, 125° 36′ O |

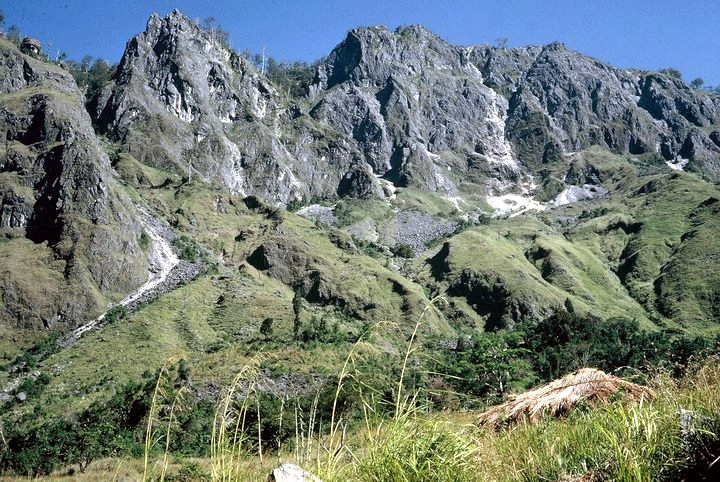
Kalkstein zeigt sich an vielen Stellen

Die Gebirgskette liegt östlich der Ramelau-Berge. Dazwischen fließt der Fluss Belulik (Wai Luli). Sie beginnt im Osten des Sucos Mauchiga (Gemeinde Ainaro), führt zunächst nach Norden und knickt dann abrupt nach Osten ab, wo sie im Westen des Sucos Holarua (Gemeinde Manufahi) enden. Die Sucos Letefoho und Rotuto (beide Gemeinde Manufahi) reichen mit ihren Nordspitzen bis zu den Bergen mit über 2000 m. Gipfel sind der Cablac (2085 m) der Berelaca (2491 m), der Hatocabir (2344 m) und der Halocmelalu (2115 m).
Weiter im Südwesten, obwohl schon jenseits des Flusses Belulik, wird der kleinere Surolan (1228 m) im Suco Soro (Gemeinde Ainaro) von Geologen noch zu den Cablac-Bergen gezählt. Nach Osten hin begrenzt den Gebirgszug der kleine Fluss Coinassa mit seinem Tal. Auf der anderen Seite beginnt das stark zergliederten Bebe-Susu-Massiv (auch als Laclubar-Massiv bezeichnet). Nach Süden führt ein kleiner Ausläufer zum Foho Mude und Hillire (Suco Rotuto), dann fällt das Land über sanfte Hügel ab zu der schmalen Küstenebene an der Timorsee.
Die Region besteht aus steilen Schluchten und hohen Felsen. Zwischen 800 und 1500 m wächst ein dichter Kasuarinenwald. Das Gebiet gilt als für Ornithologen interessant, auch wenn es zoologisch noch relativ unerforscht ist. Gipfel und umliegender Wald sind seit dem Jahr 2000 ein Wildschutzgebiet (Protected Natural Area PNA). 2015 wurde die Region deswegen zum Nationalpark Kay Rala Xanana Gusmão erklärt.

## Entstehung

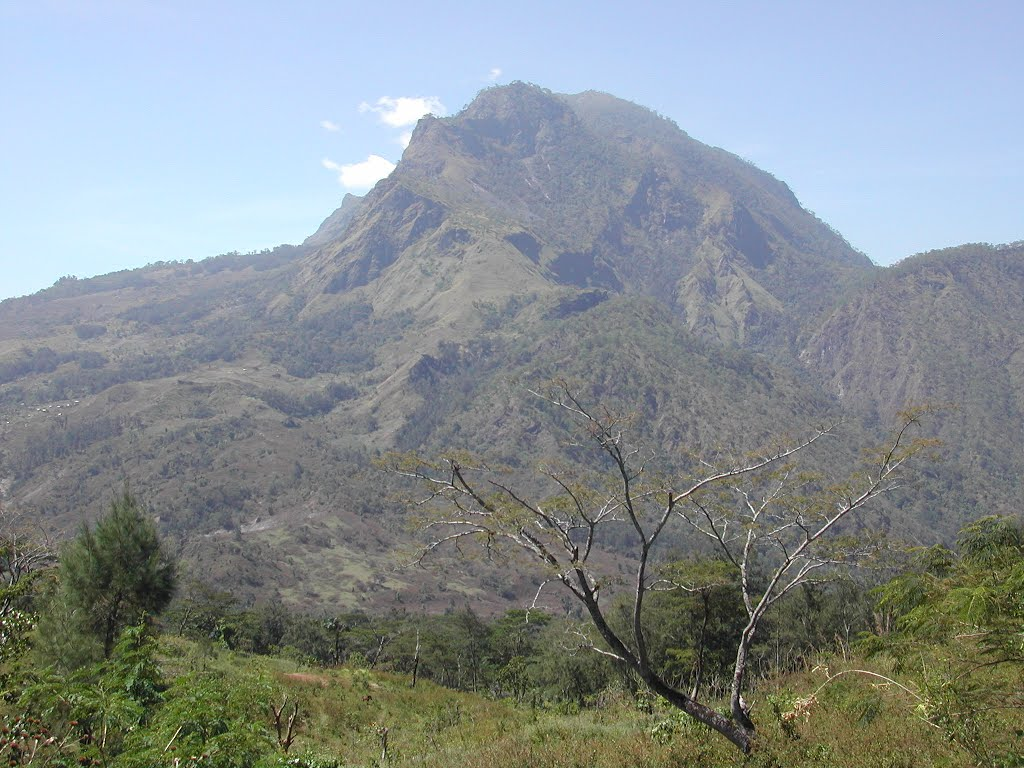
Blick auf die Cablac-Berge von Westen aus.

Die Cablac-Berge umfassen einen Überschiebungsstapel aus Gesteinen der Gondwana-Megasequenz, die hauptsächlich aus der Trias bis zum Jura stammen. Diese nach Süden gerichtete Überschiebung steht in strukturellem Kontakt mit der darunter liegenden Lolotoi-Formation, und sowohl die Lolotoi-Formation als auch die darüber liegende gondwanische Überschiebung scheinen strukturell auf jüngere, mittel-eozäne Einheiten im Süden aufgesetzt zu sein. Darüber hinaus wird der Cablac-Überschiebungsstapel im Norden durch eine stark geneigte Verwerfung begrenzt, entlang derer eine Brechbrekzie auftritt, die Gesteinsbrocken sowohl aus der Gondwana-Megasequenz als auch aus dem asiatischen Banda-Terran enthält. Diese Interpretation der Cablac-Berge unterscheidet sich erheblich von früheren Interpretationen, in denen die Cablac-Kalke als massive miozäne Kalksteine angesehen wurden, die in Ablagerungskontakt mit den darunter liegenden Einheiten standen.

## Geschichte

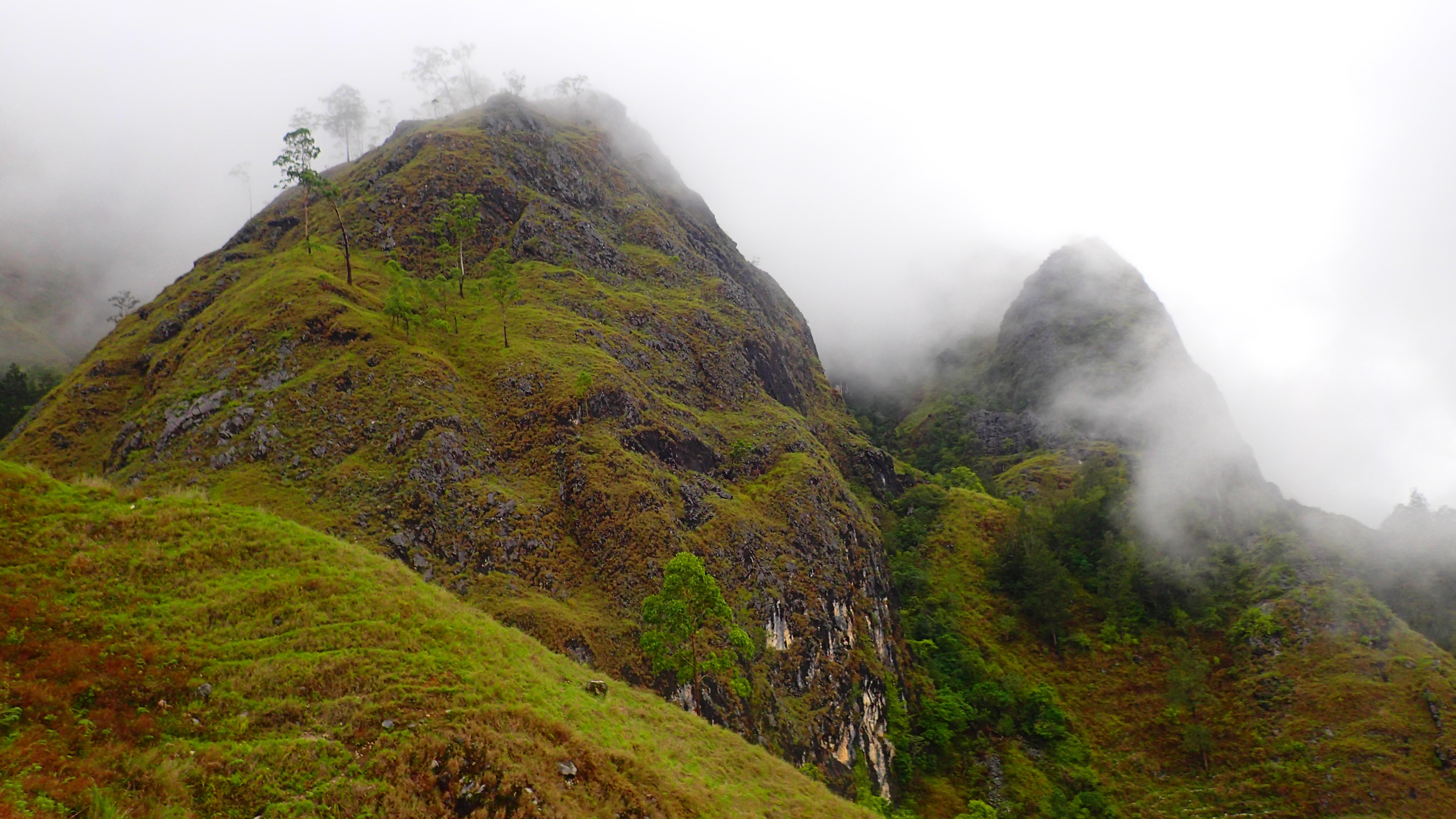
Der Halocmelalu nahe dem Dorf Mauchiga

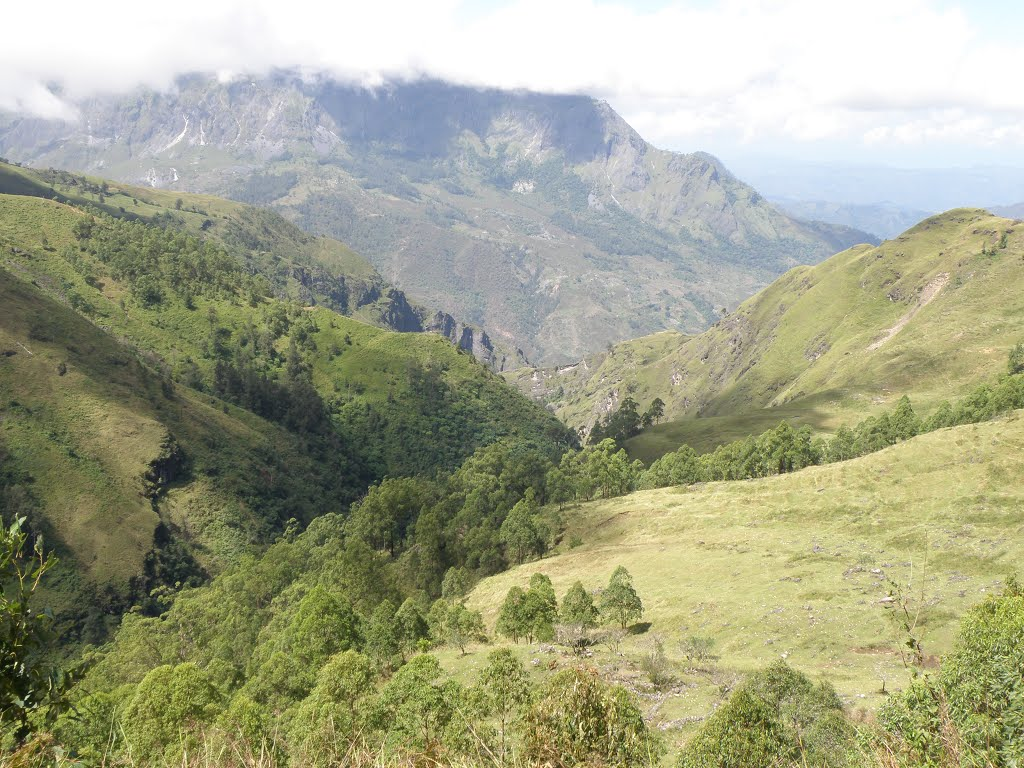
Blick durch eine bewaldete Schlucht in Hatu-Builico auf den Halocmelalu und den links in den Wolken versteckten Hatocabir

Am 27. Mai 1912 kam es am Cablac zu einer großen Schlacht während der Rebellion von Manufahi zwischen den portugiesischen Kolonialtruppen und dem timoresischen Anführer Boaventura. Die Rebellen hatten sich hier unter Ausnutzung der zerklüfteten Landschaft verschanzt, wurden aber durch die Übermacht der Portugiesen geschlagen und zur Flucht gezwungen. Der Cablac wird seitdem als heiliger Berg Manufahis verklärt. Auf dem Berg sollen sich die Seelen der Toten versammeln.
Der Cabalaki war ab 1976 ein Rückzugsgebiet der FALINTIL, die gegen die indonesischen Invasoren kämpfte. Hier gründete sie eine base de apoio, eine Widerstandsbasis, die Zuflucht für Flüchtlinge aus Mauchiga, Same, Letefoho, Aileu und Atsabe bot. Anfang 1979 wurde die Basis von den Indonesiern zerstört.
Am 20. August 1982 kam es zum Cabalaki-Aufstand (Levantamento de Cabalaki) in den Orten Mauchiga, Dare, Aituto und Rotuto. FALINTIL-Kämpfer und einige Einwohner aus den Orten griffen dabei mehrere Stützpunkte der Indonesier in der Region an, so die Koramil in Dare, Koramil und Polizei in Hatu-Builico und die Hansip (Zivilverteidigung) in Aituto, Rotuto und Raimerhei. Die Indonesier schickten sofort Truppen in das Gebiet. In Dare wurden Häuser niedergebrannt, Schulen geschlossen und Frauen und Kinder dazu gezwungen, Wache in Militärposten zu halten. Außerdem kam es zu Zwangsumsiedlungen, Brandschatzung, Plünderungen und Vergewaltigungen. Die Militärposten wurden in jeder Aldeia der Region errichtet, dazu kamen acht Gemeindeposten um Dare herum. FALINTIL-Kämpfer und ein Großteil der Bevölkerung flohen aus dem Gebiet, manche auch auf den Cabalaki.
Am 21. Oktober 1990 gab Xanana Gusmão, der damalige Guerillaführer der FALINTIL, in einem Lager am Cablac dem australischen Journalisten Robert Domm ein Interview. Es war das erste Interview Gusmãos durch einen ausländischen Reporter. Domm war als Tourist in das von Indonesien besetzte Osttimor eingereist und wurde vom RENETIL-Aktivisten Domingos Sarmento in das Guerillalager geführt, wo 50 Kämpfer lebten. Anlässlich des 25. Jubiläums dieses Treffens wurde am 20. Oktober 2015 der Nationalpark Kay Rala Xanana Gusmão geschaffen. Man wolle damit diesen symbolträchtigen Ort des „Kampfes für die Befreiung des timoresischen Volkes“ in Erinnerung an das „Opfer der Märtyrer des Vaterlandes“ bewahren.
2004 und 2005 kartierten australische Wissenschaftler einen Großteil des Gebirges. Nicht erforscht wurden Teile des Südens, zu denen die Australier aufgrund lokaler religiöser Tabus keinen Zugang hatten.

## Sonstiges
Nach dem Gebirge ist der Sportverein Kablaki FC benannt.